# Robert Poulet
Robert Poulet  (Luik, 4 september 1893 – Marly-le-Roi, 6 oktober 1989) was een Waals journalist en schrijver.
Tijdens de Tweede Wereldoorlog was hij werkzaam in de collaborerende pers. Daarnaast onderhield hij contacten met de secretaris van Koning Leopold III, graaf Robert Capelle. Poulet deed de indruk op dat Cappelle zijn journalistieke optreden goedkeurde en dat hij hierbij de spreekbuis van de koning was. In 1943 brak hij met de collaboratie nadat hem verhinderd werd een stuk te publiceren dat gericht was tegen Léon Degrelle.
Na de bevrijding kreeg Poulet de doodstraf. In 1948 werd hem echter gratie verleend. Na zijn vrijlating in 1951 vestigde Poulet zich in Frankrijk. Hij nam zijn journalistieke en literaire bezigheden weer op. Van Belgisch nationalisme evolueerde hij naar een rechts anarchisme. Poulet heeft steeds volgehouden dat hij tijdens de oorlogsjaren handelde met instemming van het Belgisch Hof. Hij hoopte - tevergeefs - op eerherstel. Hiertoe schreef hij een brief naar Koning Boudewijn en schakelde hoofdredacteur van De Standaard Manu Ruys in als bemiddelaar. Poulet was ook goed bevriend met Robert Faurisson en steunde diens negationistische overtuigingen.
Ondanks zijn belgicisme en gerichtheid op de Franstalige wereld was Robert Poulet goed bevriend met de radicale Vlaams-nationalist Karel Dillen, die in de jaren 80 een aantal voordrachten over hem hield. Ook striptekenaar Hergé was een vriend van Poulet.